# Santana do Ipanema (kommun)
Santana do Ipanema är en kommun i Brasilien.   Den ligger i delstaten Alagoas, i den östra delen av landet, 1 400 km nordost om huvudstaden Brasília. Antalet invånare är 44 949.
Följande samhällen finns i Santana do Ipanema:
- Santana do Ipanema

Omgivningarna runt Santana do Ipanema är huvudsakligen savann. Runt Santana do Ipanema är det ganska tätbefolkat, med 100 invånare per kvadratkilometer.